# 孔安国

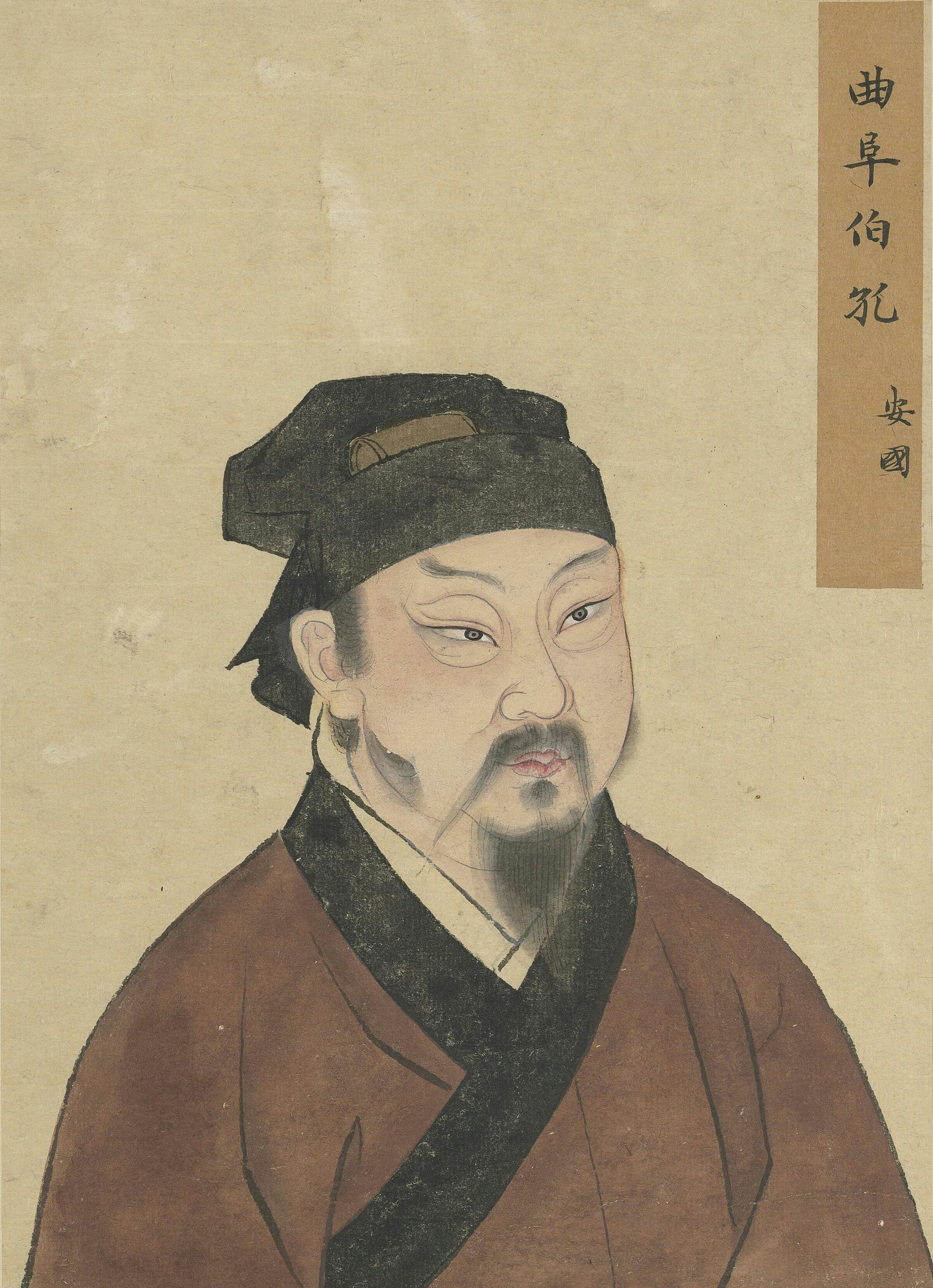
孔安国

孔 安国（こう あんこく、生没年未詳）は、前漢の学者。字は子国。孔子の十二世の孫。父は孔忠。兄は孔武。
呉音で「くあんごく」とも読む。

## 略歴
魯国曲阜県の人。魯の人の申公について『魯詩』、倪寛について『尚書』を学ぶ。漢の武帝の時に諫議大夫に任ぜられ、博士となり、臨淮太守へと進む。景帝時代の末年に、魯の共王が宮殿拡張のために孔子の宅をこわし、壁の中から『尚書』『礼記』『論語』『孝経』などの古いテキスト数百編を発見した。それらは蝌蚪文字で記されており、安国は古文『尚書』を今字によって読解し、古文の学を起こした。
安国は「古文」を都尉朝・司馬遷・倪寛に伝え、都尉朝から庸生・胡常・徐敖へと伝え、徐敖は王璜・涂惲に伝え、涂惲の弟子に賈徽・桑欽があり、賈徽は賈逵・許慎へと伝えた。この学流は、同様に後から発見され、古文で記されていた『周礼』『春秋左氏伝』などと接近し、いわゆる「古文学」の勃興へと繋がった。

## 『尚書』孔安国伝との関係
『五経正義』『十三経注疏』を通して現在に伝わる『尚書』の「孔安国伝」は、東晋の梅賾によって献上されたものである。長きに渡って、これが本物の『尚書』並びに「孔安国伝」であるとして受容されてきたが、清代の閻若璩によってこれが梅賾の偽撰であると指摘された。ほか、丁晏は梅賾以前に成立した証拠を挙げて魏の王粛の偽撰であるとし、また、日本の武内義雄は王粛の門人である孔晁の字が安国であることから孔晁の作であるとするなど、作者には諸説あるが、いずれにしても現在では『尚書』孔安国伝は孔安国の作ではないと結論付けられている。
同様に、『論語集解』に引かれる孔安国伝、『古文孝経』孔安国伝も魏晋から六朝期にかけて作られた偽作とされる。

## 著作
- 『古文孝経伝』
- 『論語訓解』
- 『孔子家語』